# Docus Ajok
Docus Ajok (Alebtong, 12 luglio 1994) è una mezzofondista ugandese.

## Palmarès
| Anno | Manifestazione          | Sede       | Evento          | Risultato  | Prestazione | Note                                     |
| ---- | ----------------------- | ---------- | --------------- | ---------- | ----------- | ---------------------------------------- |
| 2013 | Universiadi             | Kazan'     | 800 m piani     | Batteria   | dq          |                                          |
| 2013 | Universiadi             | Kazan'     | 1500 m piani    | 10ª        | 4'25"83     |                                          |
| 2015 | Universiadi             | Gwangju    | 800 m piani     | Semifinale | dq          |                                          |
| 2015 | Universiadi             | Gwangju    | 1500 m piani    | Oro        | 4'18"53     |                                          |
| 2015 | Universiadi             | Gwangju    | 4×400 m         | 5ª         | 3'45"40     |                                          |
| 2017 | Universiadi             | Taipei     | 800 m piani     | Bronzo     | 2'03"22     |                                          |
| 2017 | Universiadi             | Taipei     | 1500 m piani    | Argento    | 4'19"48     |                                          |
| 2017 | Universiadi             | Taipei     | 4×400 m         | 6ª         | 3'43"38     |                                          |
| 2017 | Mondiali                | Londra     | 800 m piani     | Semifinale | 2'02"00     |                                          |
| 2018 | Giochi del Commonwealth | Gold Coast | 800 m piani     | 6ª         | 2'01"22     |                                          |
| 2019 | Mondiali di cross       | Aarhus     | Staffetta mista | 5ª         | 27'35"      |                                          |
| 2019 | Universiadi             | Napoli     | 800 m piani     | Bronzo     | 2'02"31     | Miglior prestazione personale stagionale |
| 2019 | Universiadi             | Napoli     | 1500 m piani    | Batteria   | dq          |                                          |

## Campionati nazionali
2014
- Oro ai campionati ugandesi, 1500 m piani - 4'23"14
- Oro ai campionati ugandesi, 800 m piani - 2'05"09

2017
- Oro ai campionati ugandesi, 1500 m piani - 4'15"07
- Oro ai campionati ugandesi, 800 m piani - 2'02"34
- Argento ai campionati ugandesi, staffetta 4x400 m - 3'44"38

2019
- 6ª ai campionati ugandesi, 5000 m piani - 16'46"57

2020
- 4ª ai campionati ugandesi di mezza maratona - 1h15'39"

2022
- Argento ai campionati ugandesi, 5000 m piani - 15'41"30